# Томсон, Карл Густаф

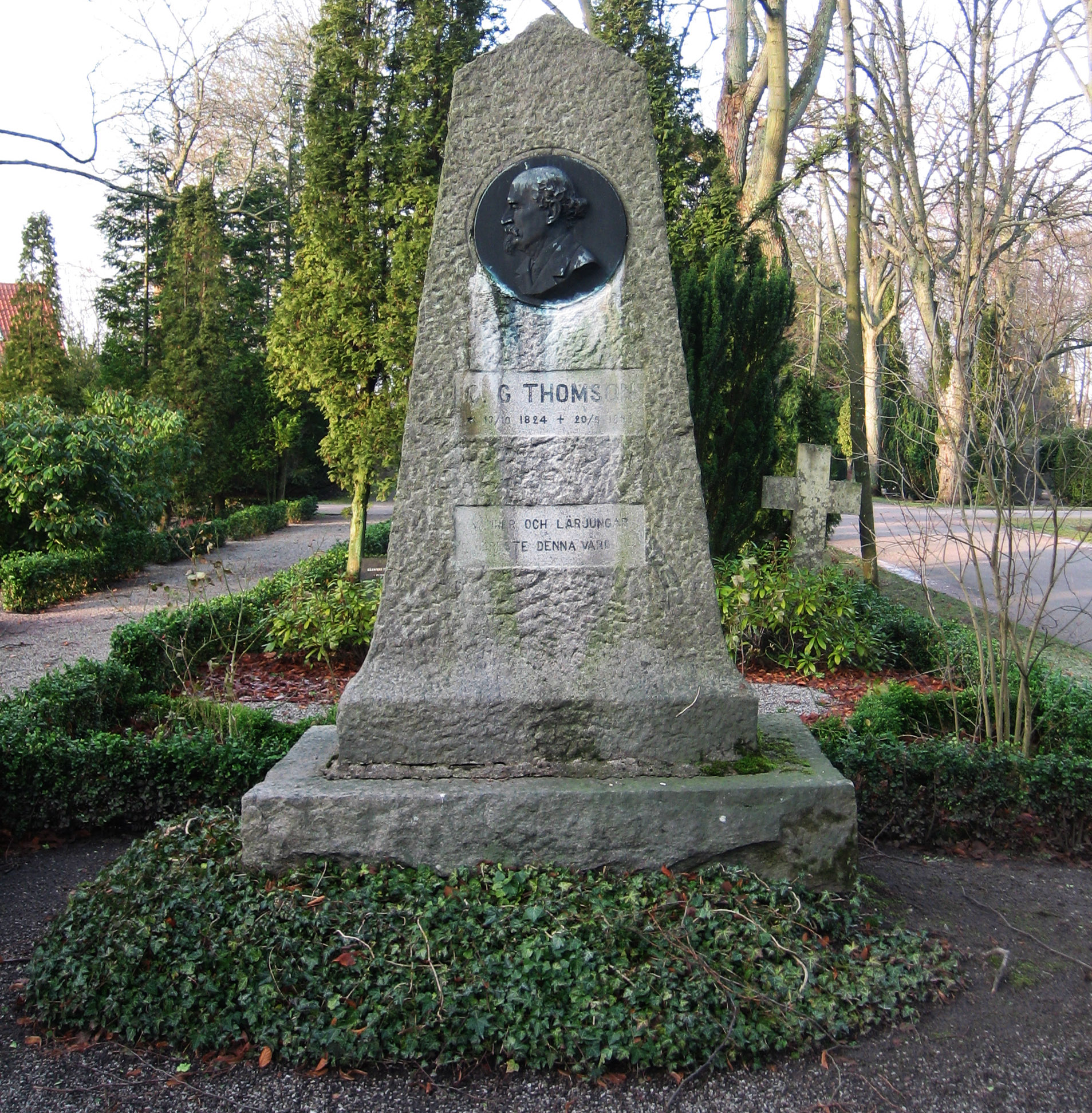
Могила Карла Густафа Томсона

Карл Густаф Томсон (швед. Carl Gustaf Thomson; 13 октября 1824, Меллан-Гревие, коммуна Веллинге, лен Мальмёхус, Швеция — 20 сентября 1899, Лунд) — шведский энтомолог, член многих научных обществ, в том числе Королевского физиографического общества (Kungliga Fysiografiska Sällskapet i Lund с 1861), энтомологических обществ России (РЭО), Берлина, Брюсселя, Лондона (Королевское энтомологическое общество), Парижа.

## Биография
Родился 13 октября 1824 года в лене Мальмёхус, Швеция.
- 1843 — поступил в Лундский университет
- 1850 — получил степень магистра после окончания обучения в Лундском университете
- 1857 — стал доцентом зоологии в Лундском университете.
- 1861 — избран членом академического Королевского физиографического общества (Kungliga Fysiografiska Sällskapet i Lund)
- 1862 — стал куратором энтомологического отдела Зоологического музея
- 1864 — начал читать лекции по энтомологии. Также претендовал на должность директора энтомологического музея в Берлине (но не прошел по конкурсу).

Умер 20 сентября 1899 года в Лунде, Швеция.

## Труды
Открыл и описал многие виды новых для науки насекомых, главным образом, перепончатокрылых, в том числе рода обыкновенных ос Vespula (разделив род Vespa на Vespa и Vespula), жесткокрылых (описал более 300 новых видов жуков) и двукрылых. Автор нескольких книг и статей с описаниями насекомых, собранных во время первого шведского кругосветного плавания на фрегате Eugenie.
- Coleoptera Scandinaviae (10 томов, 1859—1868)
  - Thomson, C. G. 1859. Skandinaviens Coleoptera, synoptiskt bearbetade. 1: 1—290. Lund: Berlingska Boktryckeriet.
  - Thomson, C. G. 1860. Skandinaviens Coleoptera, synoptiskt bearbetade. 2: 1—304. Lund: Berlingska Boktryckeriet.
  - Thomson, C. G. 1861. Skandinaviens Coleoptera, synoptiskt bearbetade. 3: 1—278. Lund: Berlingska Boktryckeriet.
  - Thomson, C. G. 1867. Skandinaviens Coleoptera, synoptiskt bearbetade. Supplementum. 9: 1—407. Lund: Lundbergska Boktryckeriet.
  - Thomson, C. G. 1868. Skandinaviens Coleoptera, synoptiskt bearbetade. 10: 1—420. Lund: Lundbergska Boktryckeriet.
- Skandinaviens inseckta (1862)
- Scandinavia Hymenoptera (5 томов, 1871—1879)
  - Thomson, C. G. 1878: Hymenoptera Scandinaviae, 5. Pteromalus. (Svederus) continuatio. 307 pp., 1 plate. Lund, Sweden.
- Opuscula Entomologica (22 тома, 1869—1897)